# П'єро Джинорі Конті
П'єро Джинорі Конті, принц Тревіньяно (Флоренція, 3 червня 1865 — Флоренція, 3 грудня 1939) був бізнесменом та італійським політиком.

## Життєпис
Він був сином Джино Джинорі Конті та Поліни Фаббрі, зі старовинної аристократичної родини Флоренції. У 1894 році П'єро Джинорі Конті одружився з Адріаною де Лардерель (1872—1925), дочкою графа Флорестана та Марчелли де Лардерель (яка була двоюрідною сестрою П'єро), та спадкоємицею одного з найзначніших статків у Тоскані.

## Геотермальна електроенергія та борна кислота
У 1904 році П'єро Джинорі Конті став керівником фірми з видобутку борної кислоти, заснованої прадідом його дружини в Лардерелло, та спрямував її в новому напрямку, використовуючи природну пару для виробництва електроенергії. Його бізнес-план полягав у наступному: покращення якості продукції, збільшення виробництва та зниження цін, а також експлуатація природних гейзерів сухої пари для виробництва електроенергії.
4 липня 1904 року в Лардерелло Конті живив п'ять лампочок від динамо-машини, що приводилася в рух поршневою паровою машиною, використовуючи геотермальну енергію. У 1905 році він збільшив виробництво електроенергії до 20 кВт.
Ця система була вдосконалена настільки, що в 1916 році вона розподіляла 2750 кВт електроенергії по всій території навколо села, включаючи сусідні міста Вольтерра та Помарансе. Здобувши нову міжнародну репутацію, Лардерелло відвідала Марія Кюрі під час Першої світової війни.
У 1912 році він став наступником свого тестя, який не мав спадкоємців чоловічої статі, як мажоритарний акціонер сімейного бізнесу. Цього року також було встановлено першу геотермальну електростанцію в Лардерелло та відбулося об'єднання трьох компаній, що конкурували у виробництві борної кислоти, в нову компанію — Società Boracifera di Larderello. Ця реструктуризація посилила контроль родини над акціями компанії та компенсувала зростаючу конкуренцію з боку Америки та спад виробництва борної кислоти.